# Hélder Rosário
Pour les articles homonymes, voir Rosario (homonymie).
Hélder Miguel do Rosário est un footballeur portugais né le 9 mars 1980 à Lisbonne. Il évolue au poste de défenseur central.

## Biographie
Hélder Rosário joue principalement en faveur de Boavista et du club espagnol de Málaga.

## Carrière
- 1998-2001 : Sporting Portugal  Portugal
  - 1999-2000 : SC Lourinhanense (prêt)  Portugal
- 2001-2002 : FC Maia  Portugal
- 2002-2003 : Sporting Farense  Portugal
- 2003-2004 : CF Belenenses  Portugal
- 2004-2007 : Boavista  Portugal
- 2007-2012 : Málaga CF  Espagne
- 2012-2013 : SD Ponferradina  Espagne[1],[2]

## Palmarès
Néant